# Anginon tenuius
Anginon tenuius är en flockblommig växtart som beskrevs av I.Allison & B.-E.van Wyk Anginon tenuius ingår i släktet Anginon och familjen flockblommiga växter. Inga underarter finns listade i Catalogue of Life.